# Dichondra repens
Dichondra repens är en vindeväxtart som beskrevs av J.R. Forster och G. Forster. Dichondra repens ingår i släktet njurvindor, och familjen vindeväxter. Inga underarter finns listade i Catalogue of Life.

## Bildgalleri

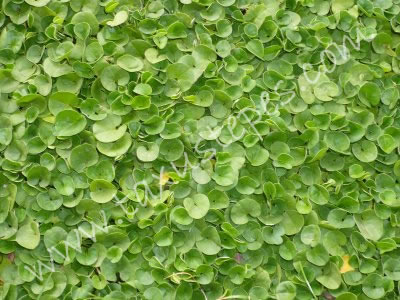